# Luigi Barbesino
Luigi Barbesino (1. května 1894, Casale Monferrato, Italské království – 20. dubna 1941, Sicilský průliv, Itálie) byl italský fotbalový záložník a trenér. Ve 2. světové válce byl pilotem a byl prohlášen nezvěstným, když se jeho letadlo ztratilo nad Středomořím.
Kromě jedné sezony strávil celou kariéru v mateřském klubu Casale a přispěl k jedinému titulu v historii klubu (1913/14).
Za reprezentaci odehrál 5 utkání. Byl na OH 1912.
Po fotbalové kariéře se stal trenérem. Byl čtyři roky trenérem AS Řím. Jeho nejlepší umístění bylo 2. místo v sezoně 1935/36 a finále italského poháru 1936/37.

## Hráčské úspěchy

### Klubové
- 1× vítěz italské ligy (1913/14)

### Reprezentační
- 1x na OH (1912)

## Vyznamenání
Za vojenskou statečnost (1940)